# هيكل مقنم
هيكل مقنم هو لاعب كرة يد تونسي ولد بوم 28 فيفري 1977 في مدينة مكنين محترف في نادي مونبيلييه الفرنسي. يبلغ طوله متر و88 صنتيمرا ويزن 88 كيلوغرام. تم اختياره أفضل لاعب في البطولة الفرنسية في موسم 2006 وأفضل لاعب وسط محوري في موسمي 2005 و2006. فاز بكأس أفريقيا لكرة اليد سنة 2006 مع المنتخب التونسي لكرة اليد.

## الأندية التي لعب لها
- سبورتينغ المكنين (1988-1995)
- الترجي الرياضي التونسي (1995-2002)
- نادي سيلستات (2002-2005)
- نادي نيم (2005-2007)
- نادي مونبيلييه (منذ 2007)

## روابط خارجية
- هيكل مقنم على موقع الاتحاد الأوروبي لكرة اليد (الإنجليزية)
- هيكل مقنم على موقع الاتحاد الفرنسي لكرة اليد (الفرنسية)
- هيكل مقنم على موقع اللجنة الأولمبية الدولية (الإنجليزية)
- هيكل مقنم على موقع أوليمبيديا (الإنجليزية)